# Шипли
Шипли (на английски: Shipley) е град в община Брадфорд, графство Западен Йоркшър – Англия. Той е част от метрополиса наричан също Западен Йоркшър. Населението на града към 2001 година е 28 162 жители.

## География
Шипли е разположен по поречието на река Ейри в североизточната част на една от най-урбанизираните територии в Обединеното кралство, заемаща четвърто място с населението си от 1 499 465 жители.
Градът почти напълно се е слял с общинския център Брадфорд, който се намира в южна посока. Най-големият град в графството – Лийдс, отстои на около 12 километра в югоизточно направление.

## Демография
Изменение на населението на града за период от две десетилетия 1981 – 2001 година:
| година    | 1981 | 1991   | 2001   |
| --------- | ---- | ------ | ------ |
| население | ---  | 28 165 | 28 162 |